# Луценко Олександр Дмитрович
Олександр Дмитрович Луценко (нар. 27 липня 1980) — український військовослужбовець, бригадний генерал Збройних Сил України, учасник російсько-української війни. Герой України (2022).

## Життєпис
Народився 27 липня 1980 року.
Від 2014 — учасник АТО/ООС.
2019 року призначений командиром 79 ОДШБр.
З початку повномасштабної війни вміло виконував завдання з висування на визначені позиції та стримування переважальних сил противника в районах населених пунктів Станиця Луганська та Щастя. Після отримання наказу про відступ, підрозділи бригади утримували свої позиції ще протягом двох діб, відволікаючи на себе основний вогневий удар противника, чим дали змогу іншим підрозділам здійснити перегрупування. Було знищено декілька десятків одиниць броньованої техніки та особового складу противника.
Станом на початок жовтня 2024 року — командир 9 армійського корпусу Сухопутних військ Збройних Сил України.
5 жовтня 2024 року, згідно Указу Президента України, присвоєно військове звання «бригадного генерала».
Нетривалий час, до грудня 2024 року, перебував на посаді командувача ОТУ «Донецьк».
12 грудня 2024 року, після стрімкого просування росіян в напрямку Покровська, бригадного генерала Луценка О.Д. було звільнено з посади командувача ОТУ «Донецьк».

## Нагороди
- звання Герой України з врученням ордена «Золота Зірка» (19 березня 2022) — за особисту мужність і героїзм, виявлені у захисті державного суверенітету та територіальної цілісності України, вірність військовій присязі[5];
- Хрест бойових заслуг (18 лютого 2024) — за особисту мужність, виявлену у захисті державного суверенітету та територіальної цілісності України, самовіддане виконання військового обов'язку[6];
- Нагороджений медаллю за 15 років служби (2006);
- Нагороджений медаллю за сумлінну службу III ступеня (2012);
- Нагороджений медаллю за 10 років за десантно-штурмових військ (2010).